# NGC 5129
NGC 5129 (другие обозначения — UGC 8423, MCG 2-34-12, ZWG 72.65, PGC 46836) — эллиптическая галактика (E) в созвездии Дева.
Этот объект входит в число перечисленных в оригинальной редакции «Нового общего каталога».